# Tímon de Flios
Tímon (em grego: Τίμων; ca. 320 a.C. — ca. 230 a.C.) de Fliunte, filho de Timarco, foi um filósofo cético grego, pupilo de Pirro de Élis, célebre autor de poemas satíricos, chamados Silloi (em grego:  σίλλοι).
Conta-se que em certa ocasião viu Arcesílaos atravessando a praça dos Cêrcopes e lhe disse: “Que fazes aqui onde estamos, nós, os homens livres?” Contra os filósofos que admitiam  a validade das sensações confirmadas pela razão, Tímon citava frequentemente o verso 728: “Atagás e Numênios se encontraram.” Tímon costumava fazer gracejos desse tipo, como se pode deduzir também das seguintes anedotas. A alguém que se admirava de tudo o filósofo disse: “Por que não te admiras de que nós, embora sejamos três, tenhamos apenas quatro olhos?” De fato, Tímon tinha apenas um, e seu discípulo Dioscurides também, enquanto a pessoa a quem ele se dirigia era normal. Arcesílaos perguntou-lhe em certa ocasião por que viera de Tebas para Atenas, e sua resposta foi: “Para rir, vendo-vos em exibição ao ar livre.”

728: Nomes de dois ladrões famosos. Trata-se de um provérbio aplicável quando duas pessoas (ou coisas) de má fama estão juntas.